# Glasögonen
Glasögonen är två intill varandra liggande tjärnar i Gagnefs kommun i Dalarna och ingår i Dalälvens huvudavrinningsområde. Data i artikeln torde avse den östra. Vid Östra Glasögontjärn finns ett vindskydd och spångar runt. den upplåts endast för flugfiske. I sjön finns utplanterad regnbåge och abborre.